# Gazmend Turdiu
Gazmend Turdiu (ur. 6 kwietnia 1959 w Tiranie) – albański inżynier, polityk, ambasador Republiki Albanii w Szwajcarii (1992–1997), Liechtensteinie (1994–1997) i Niemczech (2003–2008).

## Życiorys
Ukończył studia z Inżynierii lądowej na Uniwersytecie Tirańskim. W latach 1992–1997 pełnił funkcję ambasadora Republiki Albanii w Szwajcarii, jednocześnie był akredytowany w Liechtensteinie w Bernie.
W latach 1997–2000 pracował w albańskim Ministerstwie Spraw Zagranicznych, początkowo jako kierownik sekcji NATO, Unii Zachodnioeuropejskiej oraz Departamentu Współpracy Euroatlantyckiej, którym w latach 1998–2000 był dyrektorem. W latach 2000–2001 był doradcą ministra obrony, a w latach 2001–2002 i 2002–2003 zarządzał Departamentem Współpracy Gospodarczej albańskiego Ministerstwa Współpracy Gospodarczej i Handlu.
Od 2003 roku do sierpnia 2008 był ambasadorem Republiki Albanii w Niemczech. Po zakończeniu pełnienia tej funkcji ponownie wrócił do pracy w Ministerstwie Spraw Zagranicznych; początkowo jako Dyrektor Generalny sekcji spraw generalnych, międzynarodowych i konsularnych, a w lipcu 2009 został mianowany Sekretarzem Generalnym.